# Tram Edison serie 424-433
Le vetture serie 424 ÷ 433 della Edison erano una serie di elettromotrici tranviarie a due piani a carrelli, ottenute dalla motorizzazione di rimorchiate costruite per l'esercizio sulla tranvia interurbana Milano-Monza.

## Storia

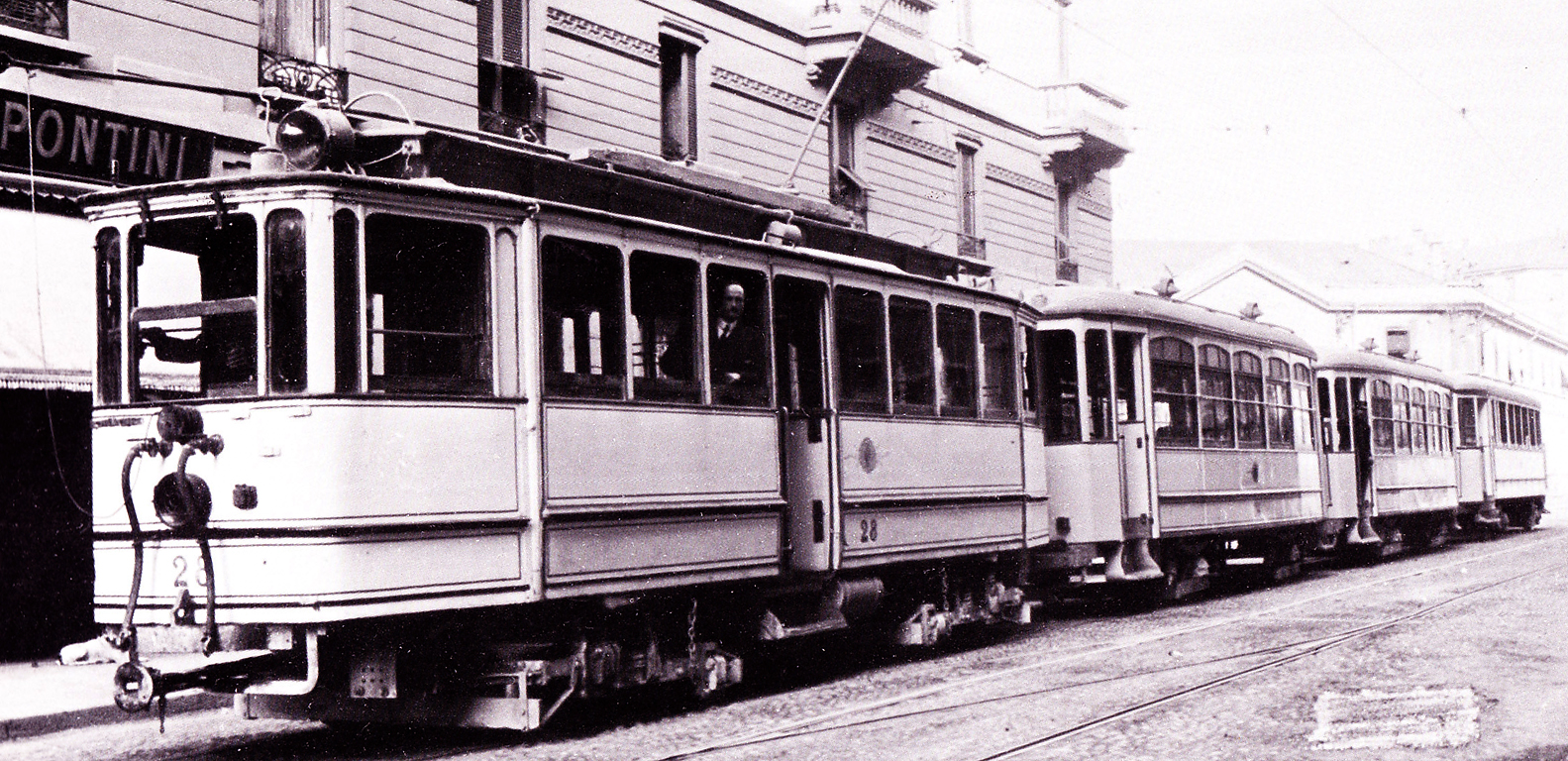
Vettura 28 della STEL "decapitata"

Nel 1900, in occasione dell'elettrificazione della tranvia Milano-Monza, la Edison costruì nelle proprie officine sociali 10 elettromotrici a due piani, numerate da 405 a 414, e altrettante rimorchiate, anch'esse a due piani, numerate da 550 a 559.
Dopo pochi anni, in seguito all'aumento del traffico, si decise di motorizzare le rimorchiate, ottenendo una nuova serie di motrici; gli interventi vennero eseguiti dal 1913 al 1919, e le motrici ottenute ricevettero i numeri da 424 a 433.
Le nuove motrici avevano un aspetto molto simile a quello delle unità originarie, ma si differenziavano da quelle per il vestibolo centrale, anziché d'estremità.
Nel 1919 le vetture passarono alla STEL, che provvide a eliminare il piano superiore, cosa che fece assumere loro il soprannome di "decapitate". Fra il 1922 e il 1925 furono rinumerate da 20 a 29.
Nel 1939 le vetture entrarono nel parco ATM, mantenendo la stessa numerazione, e ottenendo il soprannome di "tipo Monza".
Nel 1945, a causa della loro limitata capacità, vennero ritirate dal servizio di linea e assegnate ai servizi di manovra nei depositi. Secondo le statistiche ATM, nel 1948 erano ancora operative 9 unità, ridotte a 4 nel 1957.
Furono accantonate e demolite in seguito alla soppressione della Milano-Monza nel 1966.

## Livree
Inizialmente la cassa era coperta di doghe di legno teak non verniciato, che vennero rimosse intorno al 1910, sostituite da una livrea bianco gesso, che fu mantenuta sotto la gestione STEL.
Col passaggio all'ATM, le vetture assunsero una colorazione a due toni di verde, simile a quella dei tram urbani, ma con un caratteristico disegno frontale "a scudo".